# Ca la Manyana
Ca la Manyana és un edifici noucentista del municipi de Sant Julià de Vilatorta (Osona) que forma part de l'Inventari del Patrimoni Arquitectònic de Catalunya.

## Descripció
És un edifici compost per una planta baixa, primer pis i golfes. La seva façana està arrebossada i decorada amb esgrafiats d'imatges del camp. Sobre la porta principal trobem una balconada de ferro. A la façana destaquen algunes obertures rematades amb florons, així com la galeria de petites finestres quadrangulars de les golfes. Actualment, és un hotel restaurant.